# Abadía de Weingarten
La Abadía de Weingarten (en alemán: Abtei Weingarten) es un monasterio benedictino en el Martinsberg (Monte San Martín) en Weingarten cerca de Ravensburg, en Baden-Württemberg en el país europeo de Alemania.
En 1056, Welf I, duque de Baviera, fundó un monasterio benedictino en el Martinsberg, con vistas al pueblo de Altdorf, una herencia de su madre. El nombre de Weingarten (viña) está documentado desde alrededor del 1123.
Desde 1715, la iglesia abacial románica, construida entre 1124 y 1182, fue demolida en gran medida, y se reemplazó entre 1715 a 1724 por una iglesia barroca grande y ricamente decorada, que desde 1956 ha tiene una basílica menor papal.
La abadía y la basílica de San Martín son una gran atracción en la ruta turística conocida como la Oberschwäbische Barockstrasse (Ruta barroca de la Alta  Suabia).

## Véase también

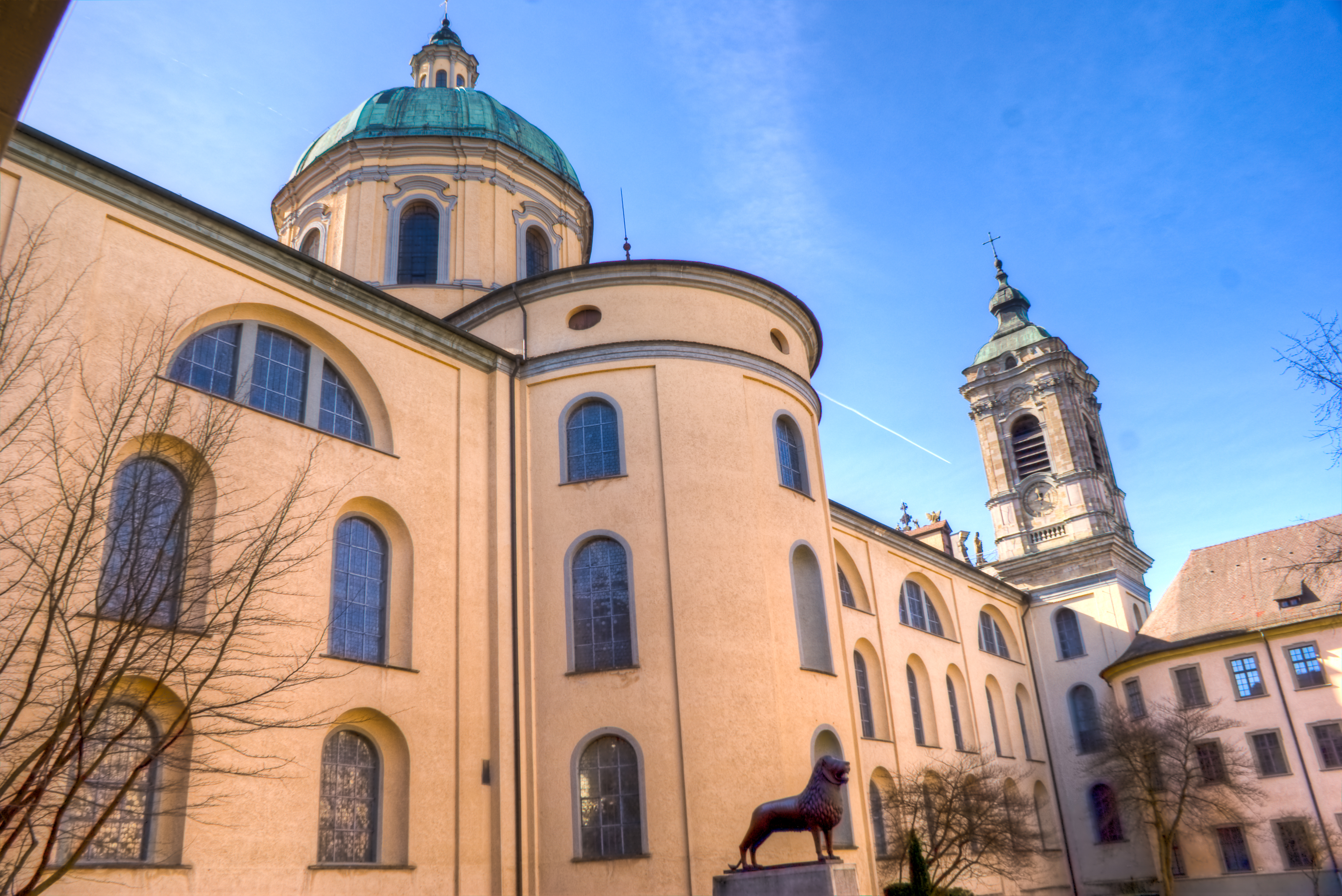
Vista de la Basílica de San Martín